# فقط للضحك: خدع
فقط للضحك: خدع (بالإنجليزية: Just for Laughs: Gags)‏ هو برنامج كاميرا خفية واقعي تلفزيوني يبث من قبل شركة جست فور لوفس من كوبيك في كندا. يعتبر من أشهر برامج الترفيه وتلفزيون الواقع في العالم. بُثت مواسمه في عدة قنوات عالمية وعربية. بدأ عرضه عام 2000، وقد تم إنتاج أكثر من 2500 حلقة منه.

## روابط خارجية
- فقط للضحك: خدع على موقع IMDb (الإنجليزية)
- فقط للضحك: خدع على موقع قاعدة بيانات الفيلم (الإنجليزية)